# Kasteel van Moriensart

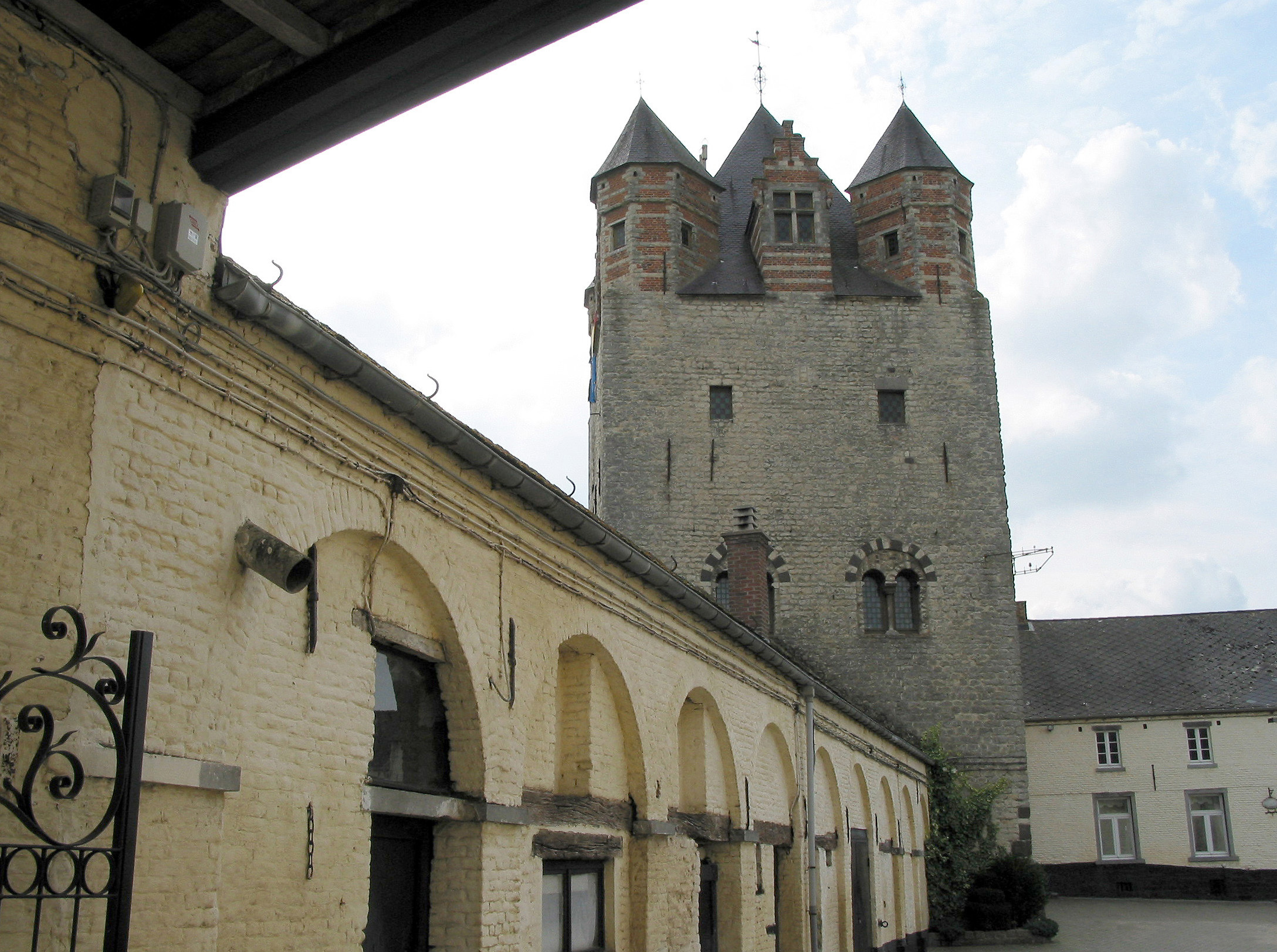
Kasteelboerderij van Moriensart

De kasteelboerderij van Moriensart (Frans: Château-ferme de Moriensart) ligt in het dorp Céroux-Mousty in de gemeente Louvain-la-Neuve in de Belgische provincie Waals-Brabant. Het is een kasteel waarvan de oorsprong teruggaat tot de eerste helft van de 13de eeuw.

## Geschiedenis
De oorspronkelijk machtige romaanse donjon werd gebouwd door Arnould I van Limal in 1220.
In 1511 wordt de toren eigendom van de familie Ferry later in dezelfde eeuw van de familie Le Vasseur.
In de 17de eeuw wordt de familie Coloma eigenaar. Het zijn zij die de toren voorzien van een gotisch dak met drie dakkapellen en vier hoektorens.
In de 17de eeuw vormen de gebouwen reeds een U-vormige open binnenplaats. Ze worden echter verwoest door een brand in de 18de eeuw en herbouwd aan het eind van dezelfde eeuw. 
In de 19de eeuw wordt de kasteelhoeve vergroot en neemt tot op de dag van vandaag de vorm aan van een vierkantshoeve.